# Observatório de Versalhes Saint-Quentin-en-Yvelines
O Observatório de Versalhes Saint-Quentin-en-Yvelines (OVSQ) é um observatório astronômico sob supervisão dupla da Universidade de Versalhes Saint Quentin en Yvelines e do Centre National de Recherche Scientifique. Foi construído em Guyancourt em 2009. E fica na França.

## Missões do Observatório[1]

### Observação
O observatório coordena os serviços nacionais de observação Network for the Detection of Atmospheric Composition Changes (NDACC) e Integrated Carbon Observation System (ICOS).

### Pesquisa
O OVSQ visa o apoio a pesquisa e ensino multidisciplinar, estimulando o diálogo entre pesquisadores e equipes de diferentes laboratórios.

### Ensino
O observatório oferece formação inicial de aprendizagem contínua, mestrado e doutorado.

### Comunicação
O observatório se dirige ao público por meio da participação em eventos nacionais como as jornadas e mostras científicas francesas e europeias.

## Números do observatório[1]
- 4 Laboratórios: LATMOS, CEARC, LSCE, LIMEEP-PS
- 40 Professores-Pesquisadores
- 1 Plataforma de Integração e Testes: PIT
- 500 Alunos por ano